# آرنی
آرِنی (به ارمنی: Արենի) یک روستا در ارمنستان است که در استان وایوتس‌جور واقع شده‌است.  در  کیلومتری شمال یغگنادزور، مرکز استان وایوتس‌جور واقع شده است.

## خصوصیات
آرِنی ۱٬۸۶۵ نفر جمعیت دارد و ۹۹۰ متر بالاتر از سطح دریا واقع شده‌است. 

## جاذبه‌های تاریخی
- شراب‌خانه آرنی-۱
- مجموعه غار آرنی-۱
- کفش آرنی-۱

## نگارخانه

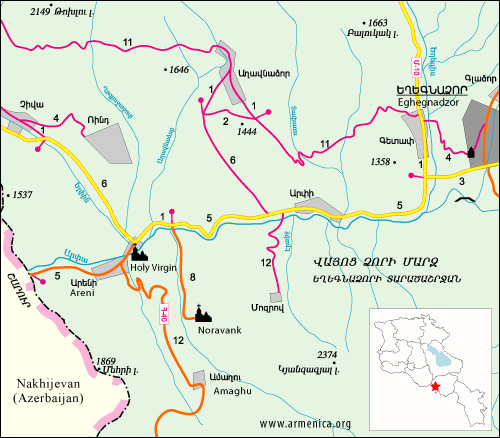
نقشه آرنی و مناطق پیرامونی
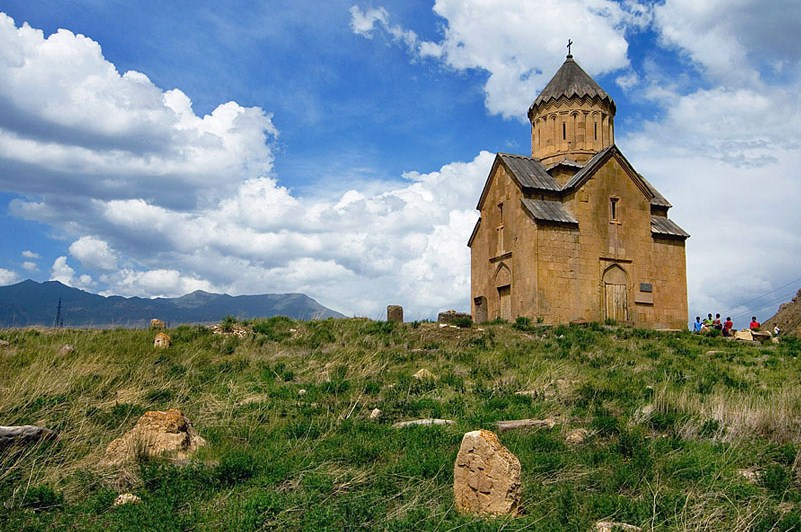
کلیسای آرنی ۱۳۲۱ میلادی
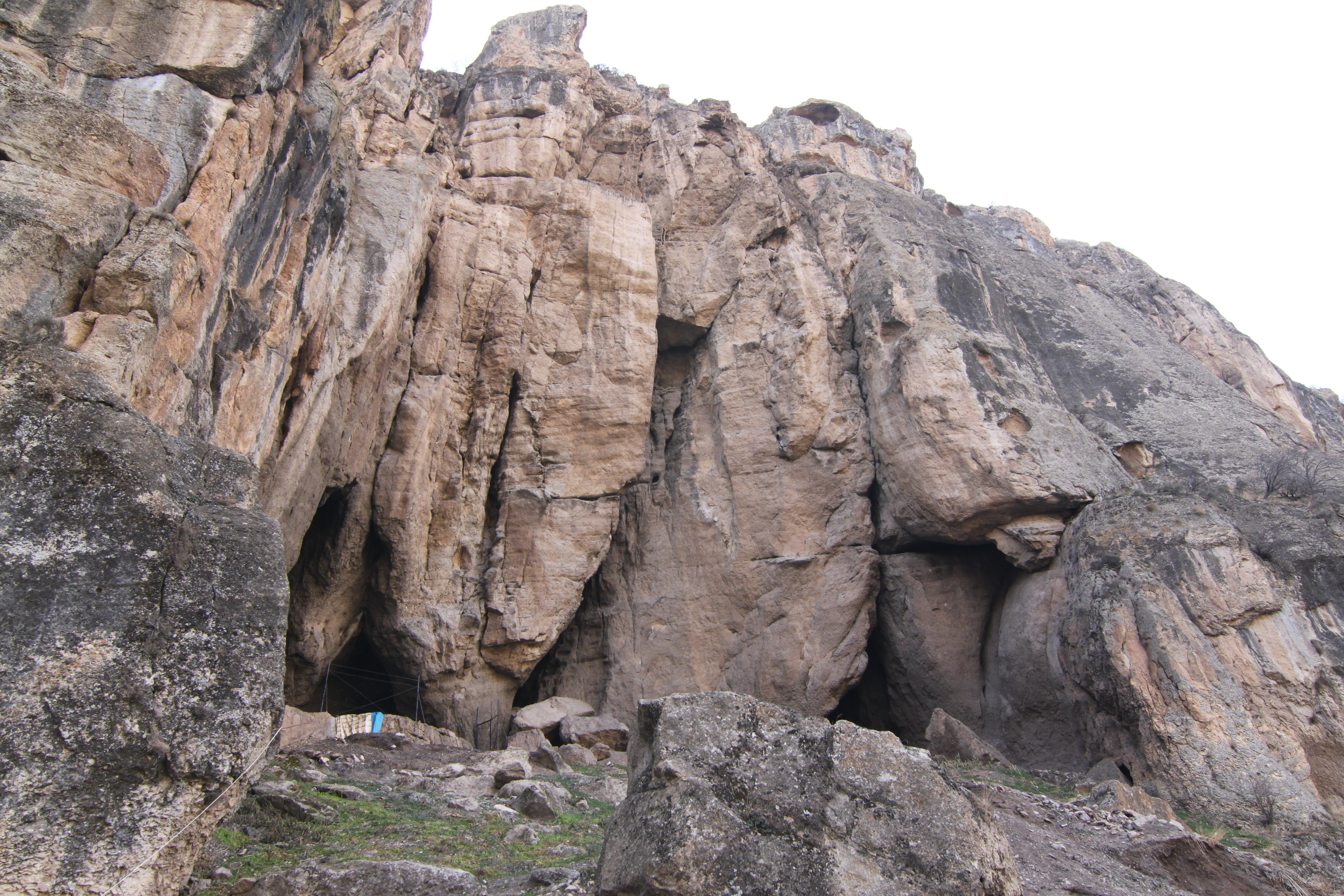
ورودی مجموعه غار آرنی-۱
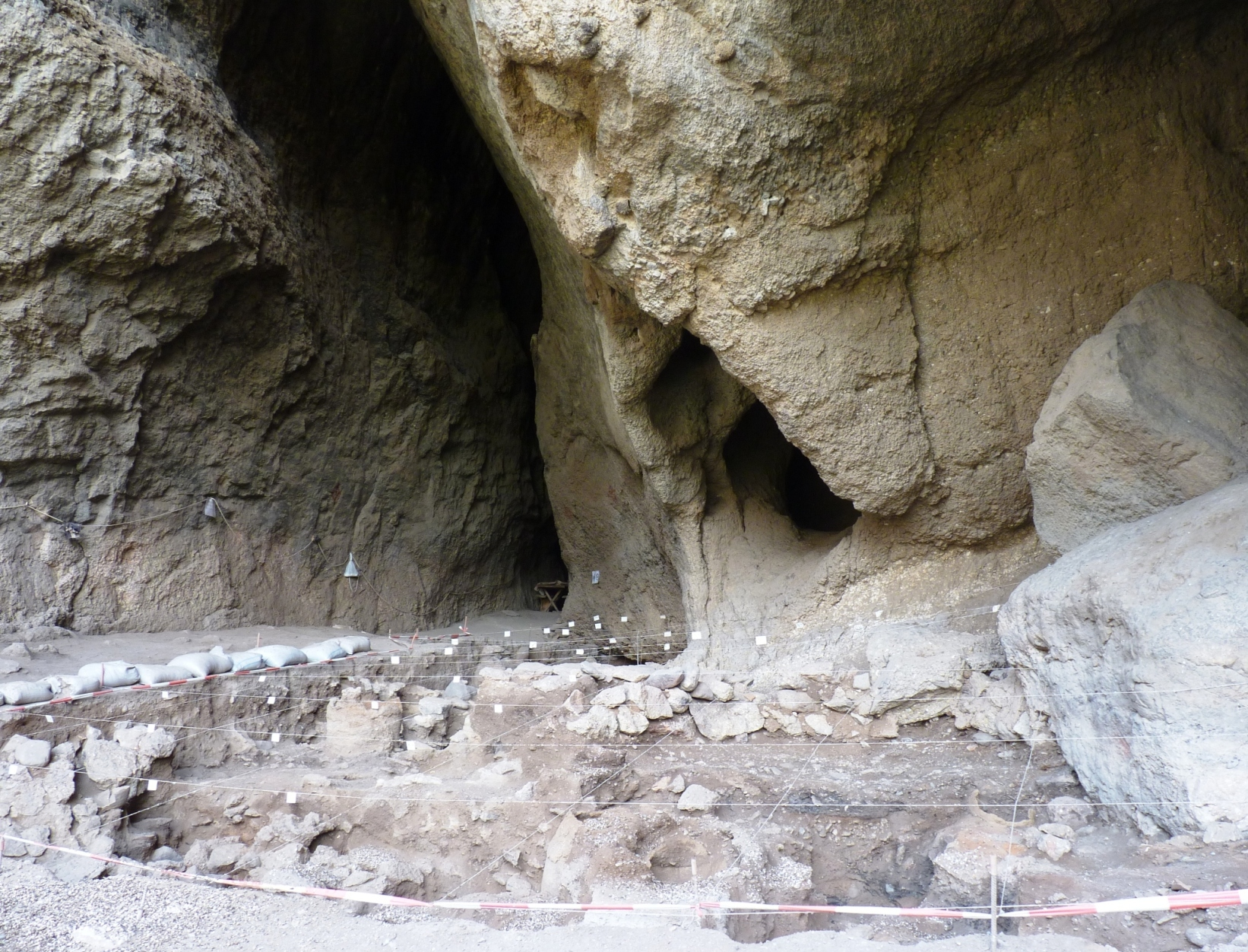
سایت باستان‌شناسی آرنی-۱ در سال ۲۰۱۲ میلادی
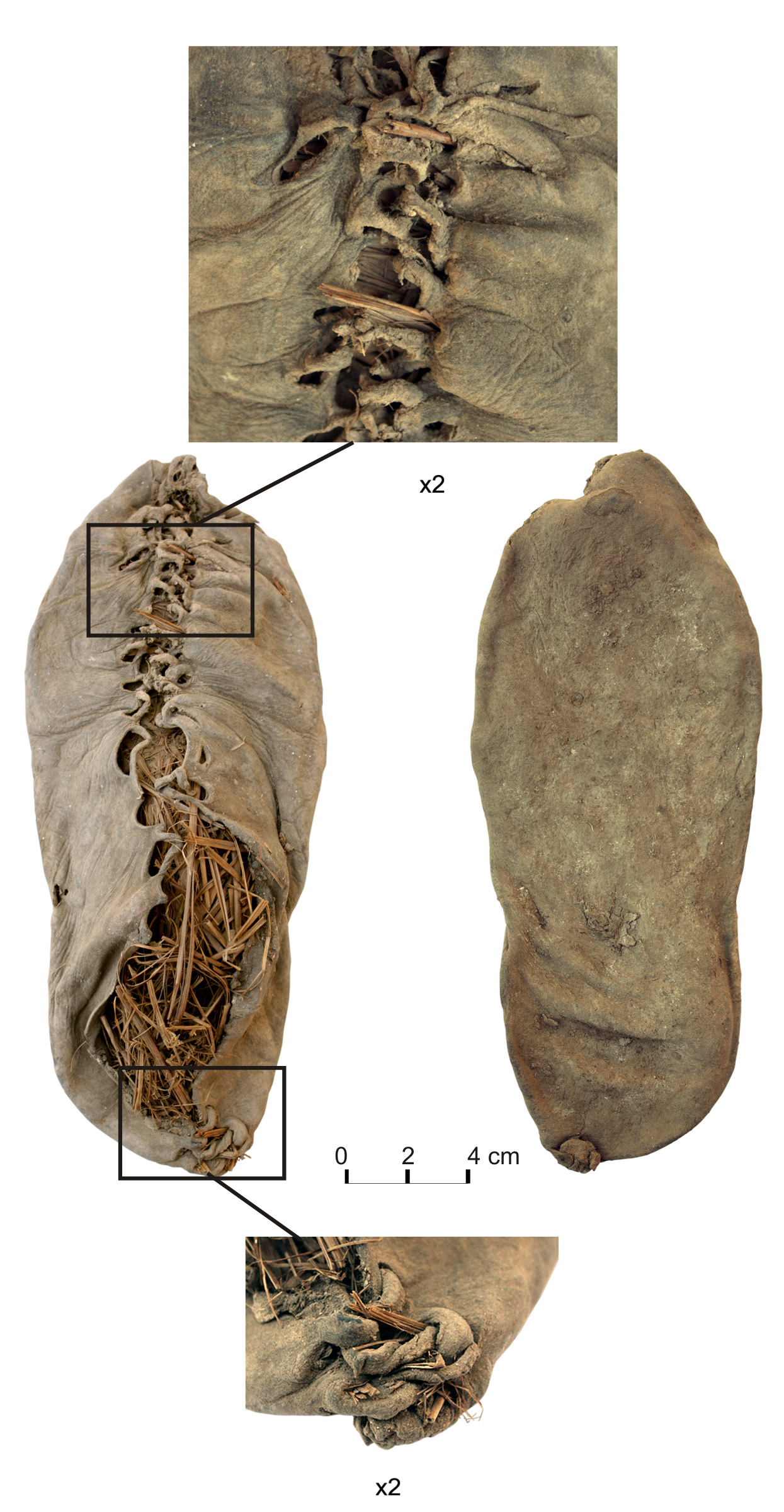
کفش آرنی-۱ (۵۵۵۰ سال عمر)